# Camí de Vila-rúbia
El Camí de Vila-rúbia és una pista forestal dels termes municipals de Castellterçol i de Granera (Moianès).
El camí arrenca del Barri del Castell, des d'on surt cap al nord-est. Passa tot el Barri de Baix, que deixa al sud-est, passant pel costat nord-oest de Can Miquel. Poc després arriba al seu punt de màxima alçada, al nord-oest del Pla del Milhomes. Al capdamunt -nord- d'aquest camp, trenca cap al nord-oest per tal de discórrer als peus -llevant- del Serrat del Pedró. Passa als peus de la Roca de l'Àliga i torna a trencar cap al nord-oest en una cruïlla que hi ha en aquell lloc. D'aquesta cruïlla arrenca cap al nord-est el Camí de Sant Llogari.
Fa tota la volta a ponent de la Quintana de la Manyosa, deixant a llevant la masia d'aquest mateix nom, i arriba a una cruïlla on emprèn cap al nord, pel camí que fa una lleugera costa amunt. En aquest lloc fa tota una girada per tal de fer la volta al Turó de Cisnolla, al qual s'acosta per primer cop des del sud-est, fa tot el tomb per llevant, el ressegueix pel nord-est i pel nord, i se n'allunya cap al nord-oest. Després d'uns quants revolts més, arriba a la masia de Vila-rúbia, ja en terme castellterçolenc.